# Antiblemma deois
Antiblemma deois là một loài bướm đêm trong họ Erebidae.